# Верхнедвинская ГЭС
Верхнедвинская ГЭС — проектируемая гидроэлектростанция в Белоруссии недалеко от Верхнедвинска на реке Западная Двина.

## Описание
Предусматривается сооружение гидроузла пойменного типа, здания ГЭС с закрытым машзалом, железобетонной водосливной плотиной с плоскими секционными затворами для сброса паводковых вод, однокамерный судоходный шлюз для возможности обеспечения речного судоходства. Станция будет иметь следующие параметры: установленная мощность — 13 МВт (по другим данным, 20 МВт); отметка НПУ — 107 м; расчетный напор — 6 м. Для выдачи вырабатываемой электроэнергии в энергосистему будет сооружено открытое распределительное устройство с элегазовыми выключателями 110 кВ в здании закрытого распределительного устройства с распределительным устройством 6 кВ ГЭС.
Общая стоимость проекта — 158 млн долларов США. Реализация проекта возложена на ГПО «Белэнерго» (заказчик — РУП «Витебскэнерго»), координатором проекта является Министерство энергетики Республики Беларусь.

## История
Первоначально ориентировочный ввод в действие планировался на 2020 год, однако работы по возведению гидроэлектростанции так и не начались.